# Ndèye Saly Diop Dieng
Salimata Diop Dieng, connue sous le nom de Ndèye Saly Diop Dieng, est une femme politique sénégalaise.

## Biographie
Ndèye Saly Diop Dieng obtient son baccalauréat série C au lycée John F. Kennedy de Dakar puis étudie à l'École supérieure polytechnique de Dakar, où elle obtient un diplôme universitaire de technologie en génie électronique. Elle travaille alors à la Société nationale d'électricité du Sénégal (Sénélec) de 1980 à 2011. Elle est l'épouse de Pape Dieng, ancien directeur de la Sénélec, devenu directeur de la Suneor.
Militante de l'Alliance pour la République, elle est nommée ministre de la Femme, de la Famille et du Genre au sein du gouvernement Dionne II en septembre 2017. Elle est reconduite à ce poste au sein du gouvernement Dionne III en avril 2019, puis au sein du Gouvernement Sall III, qui reconduit tous les ministres, en mai 2019. Elle est nommée ministre de la Femme, de la Famille, du Genre et de la Protection des Enfants au sein du gouvernement Sall IV en novembre 2020. Fatou Diane lui succède en mars 2021,.

## Déboire Judiciaire
Dans un contexte de lutte contre la corruption au Sénégal, l’ancienne ministre de la Femme et de la Famille, Ndèye Saly Diop Dieng, a été appelée à comparaître devant la commission d’instruction de la Haute Cour de justice pour s'expliquer sur de prétendus détournements de fonds s'élevant à 52 millions, alloués au ministère qu'elle dirigeait dans le cadre du fonds Force Covid-19. En effet, pour répondre efficacement à la propagation du Covid-19 au Sénégal, l’État a mis en place un programme de résilience économique et sociale (PRES), afin de soulager les ménages et les entreprises dans un contexte de confinement. Ce programme était doté d'un budget de 1 000 milliards de francs CFA. Sur ces 1 000 milliards, 150 millions avaient été alloués au ministère de la Femme et de la Famille, alors dirigé par Ndèye Saly Diop Dieng.